# Paolo Ruffini (giornalista)
Paolo Ruffini (Palermo, 4 ottobre 1956) è un giornalista italiano, dal 5 luglio 2018 prefetto del Dicastero per la comunicazione della Santa Sede.
Ha occupato importanti ruoli prima nei quotidiani Il Mattino e Il Messaggero, nella Rai e in seguito direttore di TV2000.

## Biografia
Figlio del politico e ministro Attilio Ruffini e nipote del cardinale e arcivescovo di Palermo Ernesto Ruffini e del politico Enrico La Loggia, ha occupato importanti ruoli prima nei quotidiani Il Mattino e Il Messaggero, nella Rai e in seguito direttore di TV2000. È fratello maggiore dell'avvocato Ernesto Maria, direttore dell'Agenzia delle entrate.
Consegue la maturità classica a Roma dove si era trasferito con la famiglia, all'Istituto Massimiliano Massimo, retto dai Padri Gesuiti. Prosegue gli studi all'Università La Sapienza dove consegue la laurea in Giurisprudenza con una tesi sul diritto di cronaca. Inizia la sua attività professionale come cronista al Mattino di Napoli nel 1978, seguendo, in particolare, la cronaca di Napoli.

### Anni ottanta e novanta
Nel 1980 si trasferisce presso la redazione romana del Mattino. Segue come inviato alcuni grandi fatti di cronaca come la strage di Bologna, il Terremoto dell'Irpinia, il rapimento Dozier. Dal 1983 inizia a seguire, sempre per il Mattino, la politica interna e nel 1984 diviene notista politico. Nel 1986 entra a far parte della redazione politica de Il Messaggero di Roma.
Nel 1989 diventa inviato politico de Il Messaggero e nel 1990 ne diventa notista di politica interna, continuando a seguire come inviato i principali eventi di politica interna ed estera. Nel 1994 il direttore de Il Messaggero Giulio Anselmi lo sceglie come commentatore interno di politica del giornale. Durante gli stessi anni segue per Il Messaggero anche l'attività del Quirinale. Nel 1996 diventa, su proposta di Giulio Anselmi, vice direttore de Il Messaggero, votato dall'assemblea dei redattori con una amplissima maggioranza. È stato vice presidente dell'Associazione stampa parlamentare dal 1993 al 1996. Nel novembre 1996 è nominato direttore del Giornale Radio Rai.
Negli anni della sua direzione il Giornale Radio ha dato vita anche a una serie di trasmissioni e a edizioni tematiche del GR, è nata una trasmissione di reportage radiofonici Inviato speciale, e delle edizioni speciali dei GR dedicati alla cultura, alla medicina, alle scienze, all'ambiente, all'Europa. Sempre in quegli anni è nato il canale GR Parlamento, dedicato alle dirette della Camera dei deputati, del Senato e degli approfondimenti istituzionali, realizzando numerosi fili diretti e trasmissioni speciali su grandi eventi, e di cui Ruffini in quel periodo ha assunto la direzione. Da luglio 1999 è stato anche direttore di Radio Uno, la rete di flusso di musica e notizie affidata alla redazione del GR.

### Anni 2000 e 2010
Sotto la sua direzione sono nate trasmissioni di successo come Il baco del millennio, Baobab, Ho perso il trend, Con parole mie, Zona Cesarini, Music Club che coniugano gli alti ascolti ad una costante ricerca di qualità. Dall'aprile 2002 al novembre 2009 è stato Direttore di Rai 3, di cui ha aumentato gli ascolti facendola spesso diventare la terza rete nazionale per share giornaliero. Sotto la sua direzione nascono numerosi programmi, tra i quali Ballarò con Giovanni Floris, Che tempo che fa con Fabio Fazio, Enigma, Il caso Scafroglia con Corrado Guzzanti, Non c'è problema, Screensaver, Dove osano le quaglie, Tintoria show, Dammi il tempo, In ½ h con Lucia Annunziata, W l'Italia, Parla con me con Serena Dandini e da ultimo il RT Rotocalco Televisivo di Enzo Biagi.
Negli anni della sua direzione inoltre sono passati dalla seconda alla prima serata programmi come Blu notte - Misteri italiani con Carlo Lucarelli, e Report con Milena Gabanelli. Il 5 agosto 2011 Ruffini chiede ufficialmente la risoluzione del proprio contratto di lavoro lasciando così la direzione di Rai 3, informando i vertici aziendali rispettando il preavviso contrattuale. Il 10 ottobre 2011 assume l'incarico di direttore di LA7 e LA7d.
A LA7 sotto la sua direzione ci sarà Serena Dandini con un nuovo programma in onda il sabato sera, e Antonello Piroso che con Ma anche no inaugura il primo contenitore della domenica pomeriggio della rete. A marzo debutta in prima serata Sabina Guzzanti che ritorna in televisione dopo nove anni con un programma di satira, inoltre nell'autunno 2012 debuttano sulla sua rete Michele Santoro, Teresa Mannino e Cristina Parodi. Mentre nel 2013 arrivano Salvo Sottile e Gianluigi Paragone. Il 28 aprile 2014 viene nominato direttore di rete di TV2000 e Radio InBlu da Rete Blu S.p.A. la società che controlla le emittenti della Conferenza Episcopale Italiana. L'incarico decorre dal 5 maggio dello stesso anno. Il 5 luglio 2018 papa Francesco lo nomina prefetto del Dicastero per la comunicazione della Santa Sede.

## Controversie
Dopo lo scoppio dell'inchiesta di Bari che riguardava anche il presidente del consiglio Silvio Berlusconi, durante il periodo estivo ci fu un lungo dibattito che riguardava la nomina dei direttori di Rai 3 e TG3. Il centrodestra mise sotto accusa molte trasmissioni della rete (Che tempo che fa, Report, Parla con me, Ballarò) e Annozero (trasmissione di Rai 2), e voleva sostituire il direttore di Rai 3 proponendo come neo-direttore il direttore di Rai Educational Giovanni Minoli (già direttore della Terza Rete dal 1996 al 1998). Stessa proposta avvenne anche per il TG3 tra cui spiccavano i nomi di Bianca Berlinguer, Antonio Caprarica (direttore di Radio 1 e dei GRR dal 2006 al 2009), Enrico Mentana e Barbara Palombelli. Queste nomine divisero il centrosinistra soprattutto per la nomina del direttore di Rai 3. Dopo questo periodo di incertezze, il 25 novembre 2009 il consiglio di amministrazione della Rai nominò direttore l'ex direttore del TG3 Antonio Di Bella con il voto di tutto il CDA Rai ma non del consigliere del PD Nino Rizzo Nervo.
Ruffini, dopo aver dato l'addio a Rai 3, venne indicato dal consiglio di amministrazione della Rai per la direzione di Rai Digitale Terrestre; la direzione non era stata ancora costituita (né lo sarà in seguito) e Ruffini attese una collocazione operativa. In seguito avviò una vertenza giudiziaria nei confronti della Rai, successivamente il 27 aprile 2010 venne nominato direttore di Rai Educational (che però si insedierà il 27 maggio 2010) prendendo il posto di Giovanni Minoli e della struttura Rai Premium (che si occupa di coordinare i canali Rai 4 e Rai Movie). Ruffini rifiutò la nuova proposta ritenendosi una vittima di scelte politiche e fece causa per richiedere il reintegro ai vertici di Rai 3, il 28 maggio 2010 il tribunale di Roma diede ragione a Ruffini ma la Rai annunciò il ricorso e con un comunicato disse che Antonio Di Bella (suo successore) avrebbe continuato a svolgere il suo mandato di direttore. L'8 giugno Ruffini fu reintegrato alla direzione di Rai 3 senza che la Rai ritirasse il ricorso, il 20 luglio 2010 Ruffini vince anche il ricorso.

## Opere
- Scegliete! Discorso sulla buona e cattiva televisione, Add Editore, 2011[9].

## Premi e riconoscimenti
- Nel 1996, per l'obiettività delle sue cronache e delle sue analisi politiche, gli viene conferito il premio Fregene per il giornalismo.
- Nel 1997, insieme a Ferruccio de Bortoli, Clemente Mimun e Giorgio Lago, ha vinto il Premio Folgarida per un giornalismo trasparente.
- Nel 2001 gli viene conferito il Premio Ischia per il giornalismo.
- Nel 2015 gli viene conferito il Premio Buone Notizie.[10]
- Nel 2022 riceve il premio alla carriera al Religion Today Film Festival.[11]